# Halve marathon van Duinkerke
De halve marathon van Duinkerke (Frans: semi-marathon de Dunkerque) is een hardloopwedstrijd over 21,1 km in de Franse stad Duinkerke. De wedstrijd wordt gehouden in de maand maart, na alle carnavalsactiviteiten in en rond de stad. Daarom spreekt men van de halve marathon van carnaval. Het evenement maakt ook deel uit van een reeks competities die jaarlijks wordt georganiseerd in de stedelijke agglomeratie van Duinkerke. In 2019 namen 837 lopers deel aan het evenement.

## Parcours
Het parcours volgt het Canal de Bergues tot aan de vesten van Bergues. Daarna lopen de deelnemers door de bossen nabij Koudekerke-Dorp. Start en finish liggen bij het Stade Marcel Tribut, net buiten het centrum van Duinkerke.

## Uitslagen
| Datum           | Mannen                | Land | Tijd    | Vrouwen               | Land | Tijd    |
| --------------- | --------------------- | ---- | ------- | --------------------- | ---- | ------- |
| 31 oktober 2021 | Ogari Stephen Barongo | KEN  | 1:05.31 | Gillodts Isabelle     | FRA  | 1:23.38 |
| 17 maart 2019   | Hicham Briki          | MAR  | 1:06.09 | Emilie Venza          | FRA  | 1:22.49 |
| 18 maart 2018   | Hicham Briki          | MAR  | 1:06.54 | Adanech Mekonnen      | ETH  | 1:12.22 |
| 19 maart 2017   | Alfred Cherop         | KEN  | 1:03.30 | Alice Munyutu Muthoni | KEN  | 1:22.34 |
| 20 maart 2016   | Cédric Plovier        | FRA  | 1:07.28 | Emilie Venza          | FRA  | 1:19.29 |
| 15 maart 2015   | Rachid Ezzouniou      | MAR  | 1:05.02 | Ivyne Lagat           | KEN  | 1:15.25 |
| 16 maart 2014   | Abraham Niyonkuru     | BDI  | 1:04.30 | Ludivine Lacroix      | FRA  | 1:21.49 |
| 24 maart 2013   | Stephane Chopin       | FRA  | 1:07.45 | Caroline Cordier      | FRA  | 1:17.27 |
| 4 maart 2012    | Cédric Plovier        | FRA  | 1:10.20 | Delphine Lambert      | FRA  | 1:34.23 |